# Vincent Simon (escrime)
Cet article concerne l'escrimeur français. Pour le footballeur tahitien, voir Vincent Simon.
Pour les articles homonymes, voir Simon.
Vincent Simon, né le 9 avril 1990, est un escrimeur français, membre de l'équipe de France de fleuret championne d'Europe et championne du monde en 2014.

## Carrière
Il se révèle en étant quart de finaliste en individuel à La Corogne, La Havane et Tokyo au cours de la coupe du monde d'escrime 2013-2014, ce qui lui permet d'obtenir une place en équipe de France de fleuret. Il est éliminé, en individuel, au premier tour des championnats d'Europe 2014 par son compatriote Julien Mertine. Par équipes, la France domine la République tchèque, la Russie puis s'impose en finale contre l'Italie. Aux championnats du monde, Simon passe un tour aux dépens du no 7 mondial Alexander Massialas, puis perd contre le tchèque Alexander Choupenitch. Par équipes, la France bat Hong Kong, l'Allemagne puis la Russie. En finale, elle maîtrise son sujet contre la Chine et décroche le titre mondial.
En 2015, il monte sur un podium de coupe du monde pour la première fois au Fleuret de Saint-Pétersbourg, battant Race Imboden et Edoardo Luperi avant d'être éliminé en demi-finales par Dmitry Rigin. Sans résultat notable durant la saison de Coupe du monde 2015-2016, il n'est pas retenu pour participer aux Jeux olympiques à Rio de Janeiro.

## Classement en fin de saison
| Année | 2010 | 2011 | 2012 | 2013 | 2014 | 2015 | 2016 | 2017 | 2018 | 2019 |
| ----- | ---- | ---- | ---- | ---- | ---- | ---- | ---- | ---- | ---- | ---- |
| Rang  | 141  | 62   | 94   | 52   | 17   | 35   | 83   | 60   | 63   | 90   |